# Конгресс ООН по предупреждению преступности
Конгресс ООН по предупреждению преступности (англ. United Nations Crime Congress), также Конгресс ООН по предупреждению преступности и уголовному правосудию — конгресс, проводимый под эгидой Организации Объединённых Наций раз в пять лет, начиная с 1955 года. Конгресс рассматривает проблемы предупреждения преступности и разрабатывает проблему обращения с правонарушителями. Конгресс является правопреемником проводимых с 1846 года международных тюремных конгрессов. Конгресс проходил в следующих городах: 1955 (Женева), 1960 (Лондон), 1965 (Стокгольм), 1970 (Киото), 1975 (Женева), 1980 (Каракас), 1985 (Милан), 1990 (Гавана), 1995 (Каир), 2000 (Вена), 2005 (Бангкок), 2010 (Салвадор), 2015 (Доха).

## Работа конгрессов
- На первом конгрессе (1955) обсуждался текст «Минимальных стандартных правил обращения с осуждёнными» (в этом же году они были приняты)[3], проблемы организации и осуществления труда заключёнными, статус работников пенитенциарных учреждений.
- Второй конгресс (1960) был посвящён взаимодействию с несовершеннолетними осуждёнными, проблемам лишения свободы на короткий срок, ресоциализации отбывших наказание.
- Третий конгресс (1965) рассматривал меры ответственности, не связанные с лишением свободы, вопросы рецидива.
- Четвёртый конгресс (1970) был посвящён проблемам, связанным с применением утверждённых в 1955 году минимальных стандартных правил обращения с осуждёнными на современном этапе.
- Пятый конгресс (1975) рассматривал проблемы обращения с лицами, несущими ответственность, как в виде лишения свободы, так и в виде иных наказаний.
- Шестой конгресс (1980) в основном был посвящён применению смертной казни.
- На седьмом (1985) разрабатывались стандарты ООН в области правосудия.
- Восьмой (1990) рассматривал вопросы унификации мер по обращению с несовершеннолетними осуждёнными.
- Девятый (1995) посвящён применению минимальных стандартных правил обращению с осуждёнными в различных странах.
- Десятый (2000) был посвящён вопросам международного сотрудничества государств в борьбе с транснациональной организованной преступностью.
- Одиннадцатый (2005) рассматривал вопросы борьбы с терроризмом, с транснациональной организованной преступностью, а также вопросы принятия мер по борьбе с экономическими преступлениями и преступлениями с использованием компьютеров.
- Двенадцатый (2010) Конгресс Организации Объединенных Наций по предупреждению преступности и уголовному правосудию, принимающей стороной которого выступило правительство Бразилии, состоялся в городе Салвадоре с 12 по 19 апреля 2010 года[4].
- Тринадцатый (2015) Конгресс Организации Объединенных Наций по предупреждению преступности и уголовному правосудию, принимающей стороной которого выступило правительство Катара, состоялся в городе Дохе с 12 по 19 апреля[2][1].